# Црква Преображења Господњег у Арбанашкој
Црква Преображења Господњег у Арбанашкој је храм Српске православне цркве који се налази у селу Арбанашка код Прокупља, на падинама планине Радан. Црква датира још из времена Немањића, али није познато тачно време њене изградње. Први пут у новијој историји, обновљена је 1920-их година, о чему је постојао запис на самом улазу. 
Крајем прошлог и почетком овог века, црква је била прилично запуштена и руинирана, све до 2015 и 2016. године, када је обновљена на иницијативу и уз помоћ верника и добротвора пореклом из овог села. Радови на обнови цркве и уређењу црквене порте су настављени и наредних година, а 2019. године у непосредној близини цркве, започела је изградња Манастира Дубока Долина, који ће такође бити посвећен празнику Преображењу Господњем.
4. јула 2019. године, цркву је посетио епископ Нишки Арсеније. Ово је била прва посета једног Епископа Српске православне цркве овом храму у последњих сто година. 19. августа исте године, након вишедеценијског прекида, обновљена је традиција обележавања празника Преображења Господњег у порти ове цркве, на месту где су се некада, поводом овог празника и сабора, окупљали мештани целе Топлице. Арбанашко звоно се тада поново чуло након 70 година.

## Лековити извор
У близини цркве налази се извор питке воде, која је према предањима одавно сматрана лековитом и чудотворном. Ова вода извире испод заветног храста старог око 500 година.